# Aleksandr Ilín-Jenevski
Aleksandr Fiódorovitx Ilín-Jenevski (en rus: Александр Фёдорович Ильин-Женевский, Sant Petersburg, 28 de novembre de 1894 - Nóvaia Làdoga, 3 de setembre de 1941), conegut amb el sobrenom de "Jenevski", o "Genevski", que vol dir el ginebrí, perquè es va incorporar a un grup bolxevic de russos emigrats durant el seu exili a aquesta ciutat, va ser un Mestre d'escacs i organitzador de torneigs d'escacs soviètic. Fou un dels fundadors de l'Escola soviètica d'escacs, un membre de la vella guàrdia bolxevic, i fou també escriptor, organitzador militar, historiador i diplomàtic. Era el germà menor del militar i diplomàtic soviètic Fiódor Raskólnikov.
En ser associat personalment amb molts opositors des de temps de la Guerra Civil, va patir persecució durant el govern de Ióssif Stalin. Segons fonts oficials, i segons va fer constar Botvínnik, va morir durant un atac aeri nazi en el llac Làdoga, quan es trobava en un vaixell, durant el Setge de Leningrad. Altres fonts indiquen que va caure víctima de la Gran Purga, juntament amb la majoria de la vella guàrdia de revolucionaris.

## Escaquista i organitzador d'escacs
Ilín-Jenevski va promoure l'ús dels escacs com un instrument per al desenvolupament de la comprensió tàctica i estratègica durant l'entrenament militar, i va ser el principal responsable de la difusió dels escacs com una manera d'ensenyar els fonaments del pensament científic i racional.
La primavera de 1910, va visitar per primera vegada el Club d'Escacs de Sant Petersburg, i el mateix any se li va permetre participar en el torneig de la ciutat, on per la seva inexperiència, va quedar en darrer lloc. El desembre de 1912, va ser detingut per la seva relació amb els bolxevics, i després va tornar de nou a l'escola.
Amb l'ajuda d'un benefactor, es va traslladar a Ginebra, per continuar la seva educació. Allà es va dedicar a jugar als escacs, el febrer de 1914 va guanyar el Campionat de Ginebra, i va jugar també l'estiu d'aquell mateix any al campionat d'escacs de Suïssa, on va quedar a la meitat de la classificació, empatat amb Andreas Duhm (els campions foren Dietrich Duhm i Moriz Henneberger).
Poc després, va tornar a Rússia, i va canviar el seu nom el seu nom pel de "Ilín-Jenevski" (Jeneva és el nom rus de Ginebra) amb la finalitat d'evitar que el confonguessin amb Lenin, que havia començat a escriure alguns articles sota el pseudònim 'Ilín'.
A Sant Petersburg, va jugar un matx contra el mestre Anatoli Txepurnov, que va acabar en empat (4:4 amb 5 taules). A principis de 1915 va ser reclutat per l'exèrcit, es va graduar a l'Acadèmia Militar de Sant Petersburg, i fou enviat al front. El 9 de juliol, va sofrir els danys d'una granada, i es va tractar mèdicament durant gairebé un any. S'havia oblidat de les regles dels escacs per complet i va haver d'aprendre a jugar de nou.
El gener de 1917, va participar per primera vegada en el Campionat de la seva ciutat, però a causa de l'esclat de la Revolució de Febrer, el torneig no es va acabar. Ilín-Jenevski va participar activament en la revolució i va treballar per als periòdics Soldàtskaia Pravda i Kràsnaia Gazeta. Sobre la revolució, el 1927 va escriure Ot Fevralià k zahkvatu vlasti [Del Febrer a la conquesta del poder], editat en anglès el 1931 amb el títol From the February Revolution to the October Revolution 1917. Va establir una gran amistat amb Nikolai Grigóriev.
El desembre de 1918 es va traslladar a Moscou. Va organitzar el primer Campionat Nacional Soviètic el 1920. Ell mateix va participar en el torneig, hi fou 9è i va aconseguir entaular la seva partida contra el guanyador del torneig, Aleksandr Alekhin. Va dirigir des de 1920 la primera columna sobre escacs de caràcter continuat en el diari K Nóvoi Armiï, diari important en la jove Unió Soviètica. Més tard es va convertir en editor de la revista Xàkhmatni Listok, que com la publicació Xàkhmati v SSSR, va existir fins al final de la URSS. Va participar al campionat d'escacs de Moscou el 1922, i hi empatà al tercer lloc amb Aleksandr Serguéiev (el campió fou Nikolai Grigóriev).
El 1923 es va traslladar de nou a Leningrad. El 1925 va aconseguir empatar als llocs 1r-4t en el Campionat de la ciutat (el campió fou Grigori Löwenfisch) i, per tant, es va classificar pel Campionat de l'URSS, en el qual va finalitzar empatat als llocs 6è-8è. El mateix any va participar en el Torneig Internacional de Mestres de Moscou, en el qual empatà als llocs 9è-10è (el campió fou Iefim Bogoliúbov). Molt elogiada va ser la seva victòria sobre José Raúl Capablanca, contra qui va realitzar un sacrifici de dama digne d'admiració, i que li va permetre ser un dels pocs jugadors que tenen una puntuació igualada (+1 =0 -1) contra Capablanca. Els anys 1926 i 1928, fou de nou campió de Leningrad.
El 1933 va organitzar el matx entre Mikhaïl Botvínnik i Salo Flohr (que va acabar empatat, +2 -2 =8).
Duu el seu nom una variant de la defensa holandesa (1.d4 f5 2.c4 Cf6 3.g3 e6 4.Ag2 Ae7 5.Cf3 0-0 6.0-0 d6 7.Cc3 De8): A97.

### Rànquing mundial
El seu millor rànquing Elo s'ha estimat en 2577 punts, el juliol del 1927, moment en què tenia 32 anys, cosa que el situaria en 25è lloc mundial en aquella data. Segons chessmetrics, va ser el 23è millor jugador mundial l'agost de 1927.